# Mikhail Ippolitov-Ivanov

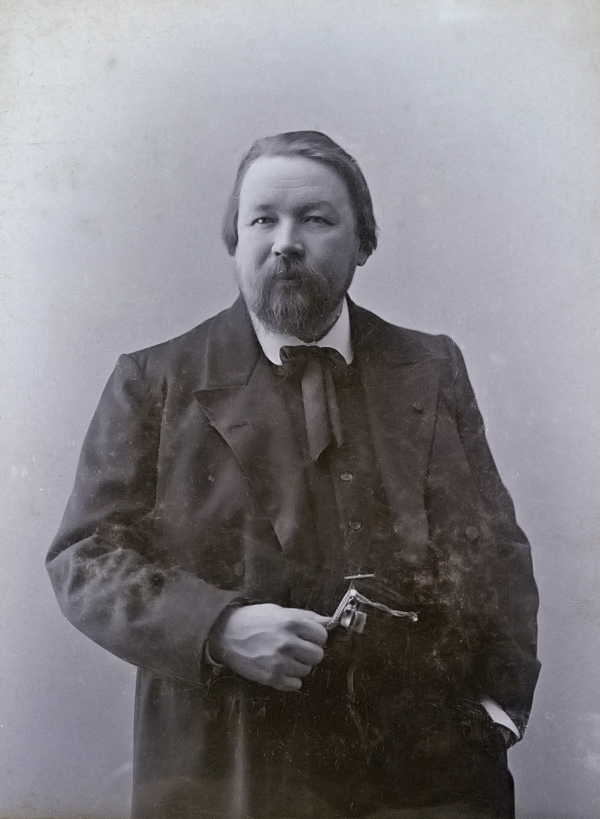
Mikhail Ippolitov-Ivanov

Mikhail Mikhailovich Ippolitov-Ivanov (em russo:  Михаил Михайлович Ипполитов-Иванов) (19 de novembro (OS: 07 de novembro) 1859 - 28 de janeiro 1935) foi um compositor, maestro e professor russo.

## Biografia
Ele nasceu em 1859 em Gatchina, perto de São Petersburgo, onde seu pai era um mecânico empregado no palácio. Seu nome de batismo era Mikhail Mikhailovich Ivanov; tempos depois ele decidiu acrescentar o Ippolitov, que era o sobrenome de solteira de sua mãe, a fim de diferenciar-se do nome de um crítico musical com o mesmo sobrenome.
Ele estudou música em casa e participou de um coral infantil na Catedral de São Isaac, onde ele também recebeu instrução na área, antes de ingressar no Conservatório de São Petesburgo, em 1875. Em 1882 ele concluiu seus estudos de composição como pupilo de Rimsky-Korsakov, cuja influência seria muito forte a partir de então.
O primeiro cargo de Ippolitov-Ivanov foi como diretor de música da Academia e regente de orquestra em Tbilisi, a cidade principal da Geórgia, onde ele passaria os próximos sete anos. Esse período permitiu que ele desenvolvesse um gosto pela música local, uma reflexão de interesse geral adquirida na música de minorias não-eslavas detrimento de um gosto mais cosmopolita, algo que era comum naquele tempo. Isso lhe seria mais atraente por outras razões, mais especificamente depois da Revolução. Um dos seus alunos mais notáveis em Tbilisi está o maestro Edouard Grikurov.
No dia 1º de maio de 1886, em Tbilisi, Ivanov regeu a récita da terceira e versão definitiva da abertura-fantasia Romeu e Julieta, de Tchaikovsky. Em 1893, ele tornou-se professor no Conservatório de Moscou, instituição da qual ele foi o diretor de 1905 até 1924. Ele serviu à Sociedade Coral Russa como maestro, às companhias de óperas de Mamontov e Zimin respectivamente. Depois de 1925, Ipolitov prestaria serviços ao Teatro Bolshoi. Nessa época, ele se tornou conhecido como colaborador como crítico musical em jornais.
Do ponto-de-vista político, Ippolitov-Ivanov manteve uma relativa distância dos acontecimentos políticos de então. Ele foi presidente da Sociedade de Escritores e Compositores em 1922, mas não tomou parte nas querelas  entre músicos que disputavam interesse em desenvolver novos caminhos na música ou buscar um caminho dentro de uma forma de música num modelo de arte "proletária", aos moldes do regime soviético. Seu próprio estilo forjou-se sob a tutela de Rimsky-Korsakov, a partir de 1880; à isso, ele somou um particular interesse por música folclórica, mais particularmente da região da Geórgia, onde ele voltou, em 1924, para passar um ano reorganizando o Conservatório de Tbilisi. Ele morreu em Moscou, em 1935. 
Entre seus pupilos, encontram-se Reinhold Glière e Sergei Vasilenko.

## Música
A obra de Ippolitov-Ivanov inclui óperas, música orquestral, música de câmara e um considerável número de canções. Seu estilo é muito próximo do de Rimsky-Korsakov, seu  professor. Com exceção de sua conhecida suíte, Cenas Caucasianas (Kavkazskiye Eskizi, de 1894), que inclui a bastante conhecida "Procissão de Sardar", sua obra é raramente executada nos dias de hoje.
Assim como em sua obra completa, Ippolitov-Ivanov concluiu a ópera "O Casamento", de Modest Mussorgsky.
Ele foi nomeado como o Artista Soviético em 1922 e foi laureado com a Bandeira Vermelha do Trabalho.

## Obras
- Cenas Caucasianas
  - Suite No. 1, Op. 10 (1894)
  - Suite No. 2, Op. 42 (Iveria) (1896)
- Sinfonia No. 1 in Mi Menor, Op. 46 (1908)
- Yar-khmel (Abertura Primaveril), Op. 1 (1882)
- Sonata para Violino, Op. 8 (editada pela D. Rahter de Leipzig, 1887)
- Quarteto para Piano e Cordas, Op. 9
- Quarteto de Cordas No. 1 em Lá Menor, Op. 13 (editada em 1890)
- Balada Romanesca para piano e violino, Op. 20 (editada pela Universal Edition in 1928)
- Scherzo Sinfônico, Op. 2
- Três Tableaux musicais de Ossian, Op. 56
  - Lago Lyano
  - Lamento de Kolyma
  - O Monólogo de Ossian sobre os heróis contemporâneos
- Liturgia de São João Crisótomo, Op. 37
- Vespers, Op. 43
- Marcha do Jubileu, Op. 67
- Rapsódia Armênia de Temas Nacionais, Op. 48
- Fragmentos Turcos, Op. 62 (1930)
- Marcha Turca, Op. 55 (1932)
- Um Episódio da Vida de Schubert, Op. 61 (1920)